# Breitenfeld an der Rittschein
Pour les articles homonymes, voir Breitenfeld.
Breitenfeld an der Rittschein est une ancienne commune autrichienne du district de Südoststeiermark en Styrie qui a été rattachée au bourg de Riegersburg le 1er janvier 2015.